# Erlau (Fluss)
Die Erlau ist ein linker Nebenfluss der Donau im Bayerischen Wald in Niederbayern.

## Lauf und Landschaft
Die Erlau entsteht durch den Zusammenfluss von Saußbach und Pfeffermühlbach südwestlich von Waldkirchen.
Der Saußbach entspringt  im Erlauzwieseler See südöstlich von Waldkirchen und fließt von dort aus in westliche Richtung durch die naturbelassene Saußbachklamm südlich an Waldkirchen vorbei.
Der Pfeffermühlbach entsteht durch Zusammenfluss mehrerer kleinerer Bäche nordöstlich von Waldkirchen und umfließt Waldkirchen nördlich.
Ab dem Zusammenfluss von Saußbach und Pfeffermühlbach bei der  Ortschaft Saßbach heißt der Fluss schließlich Erlau.
Zwischen den Ortschaften Außernbrünst und Denkhof bildet sie die Grenze zwischen den Landkreisen Freyung-Grafenau und Passau. Schließlich wechselt sie in zwei Biegungen auf südliche Richtung, wobei der Flusslauf zwischen Büchlberg (Freimadlsäge) und Kaindlmühle leicht südöstlich verläuft.
Im Gebiet der gleichnamigen Ortschaft Erlau mündet die Erlau in die Donau.
Zwischen Erlau und Kaindlmühle folgt die Bahnstrecke Passau-Voglau–Hauzenberg dem Flusslauf.
Ab Kaindlmühle folgt die Bahnstrecke dem Verlauf des Staffelbachs hinauf in die Kleinstadt Hauzenberg.

## Zuflüsse

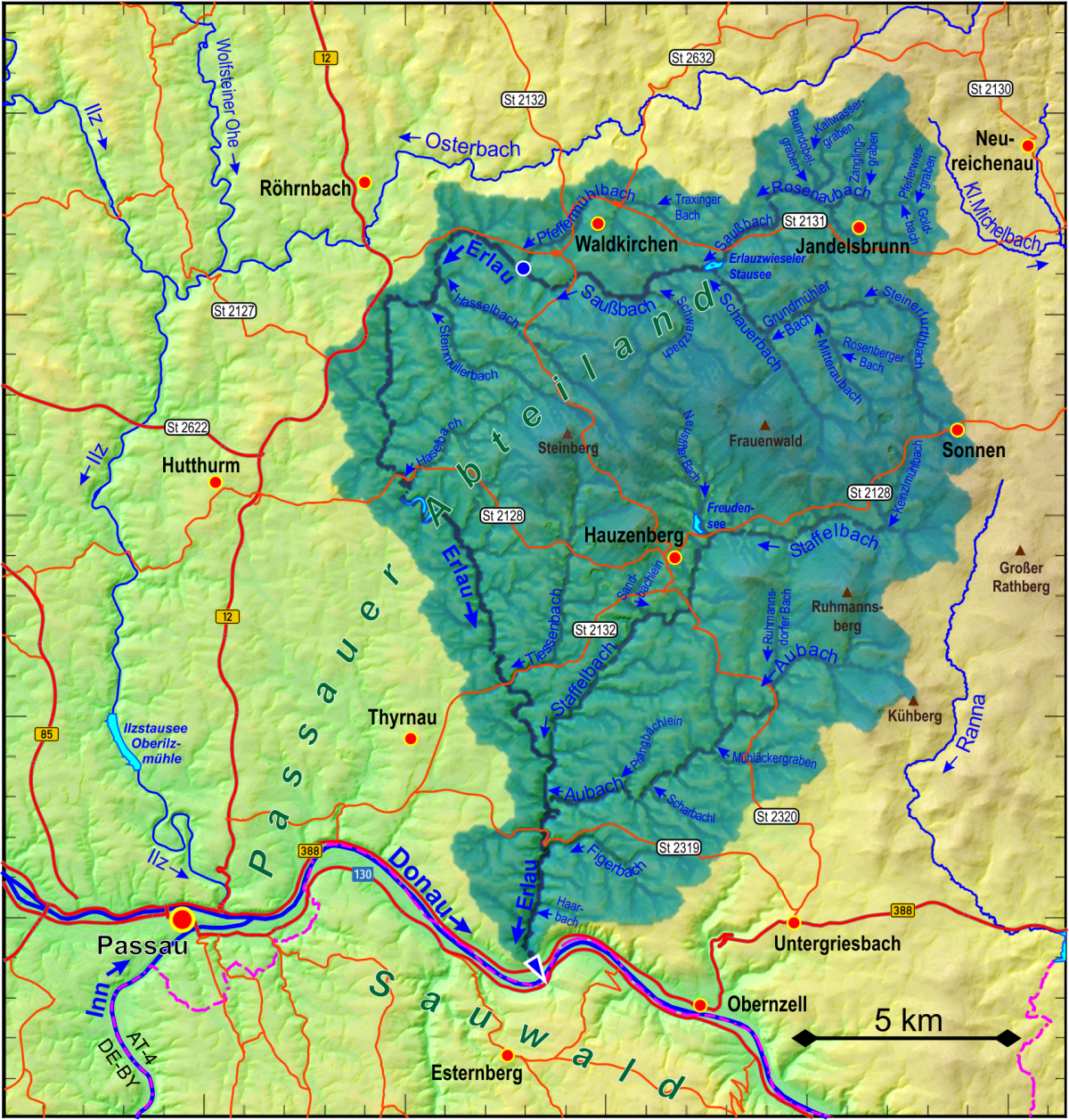
Einzugsgebiet der Erlau

Vom Zusammenfluss bis zur Mündung. Auswahl. Längen und Einzugsgebiete nach dem amtlichen Gewässerverzeichnis. Auswahl.
- Pfeffermühlbach, rechter Oberlauf, ? und 9,6 km²
- Saußbach, linker Oberlauf, 17,9 km (mit Oberlaufkette) und 55,9 km²
- Hasselbach, von links nahe Waldkirchen-Kühn
- Steinmüllerbach, von links nahe Kühn
- Haselbach, von links nahe Büchlberg-Manzenberg
- Tiessenbach, von links bei Hauzenberg-Perling
- Hundsbachl, von rechts nahe Thyrnau-Hundsdorf
- Staffelbach, von links nahe Hauzenberg-Haag, 16,1 km (mit Oberlaufkette) und 42,8 km²
- Ridldobelbach, von rechts vor Thyrnau-Schmölz
- Aubach, von links bei Schmölz, 12,7 km (mit Oberlaufkette) und 30,5 km²
- Schindelbach, von rechts bei Thyrnau-Fattendorf
- Figerbach, von links nahe Untergriesbach-Hundsruck
- Fischteichdoblbach, von links nahe Obernzell-Ederlsdorf
- Bärndoblbach, von rechts nahe Thyrnau-Kapfham
- Stierleitbach, von links, von links nahe Ederlsdorf
- Viehsteigdoblbach, von rechts nahe Kapfham
- Haarbach, von links nahe Obernzell-Haar
- Urwiesbach, von rechts nahe Thyrnau-Schörgendorf
- Steindoblbach, von rechts nahe Schörgendorf